# Азаров, Виктор Сергеевич
Ви́ктор Серге́евич Аза́ров (род. 28 марта 1961, Калининградская область) — экс-глава городского округа Мытищи Московской области.

## Биография
Виктор Азаров родился 28 марта 1961 года в Калининградской области в семье военнослужащих. В 1976 году в связи с переводом отца семья переехала в Подмосковье.
Начал трудовую деятельность сразу после школы учеником фрезеровщика Московского машиностроительного завода «Коммунар». В 1984 году окончил Московский институт инженеров сельскохозяйственного производства им. В. П. Горячкина по специальности инженер-механик. В 1994 году окончил Высшую школу управления Государственной академии управления им. Серго Орджоникидзе по специальности экономист в сфере управления. Уже будучи главой Мытищинского района, без отрыва от управления в 2010 году окончил Российскую академию государственной службы при Президенте РФ.
21 год жизни Азарова связан с Мытищинским машиностроительным заводом, ныне «Метровагонмаш». Начав работать в 1985 году сменным мастером, прошёл путь до первого заместителя генерального директора. В 2006 году перешёл на работу в Администрацию Мытищинского муниципального района в должности Вице-главы района. Член партии «Единая Россия». С весны 2007 года, после избрания прежнего главы района Александра Мурашова депутатом Мособлдумы, стал исполняющим обязанности главы Мытищинского района.
16 сентября 2007 года Азаров на альтернативных выборах избран Главой Мытищинского муниципального района.
В октябре 2012 года Азаров, при поддержке губернатора Сергея Шойгу, переизбран на свой пост, набрав 79,8 % голосов избирателей.
Внедрил в Мытищинском районе сеть из десяти общественных приёмных главы района на базе общеобразовательных школ. За каждой приёмной закреплена определённая часть территории района, где работают с обращениями всех граждан, независимо от места их проживания в районе. Приём ведётся раз в неделю, с приглашением специалистов районной администрации, а также представителей администраций трёх поселений, входящих в состав Мытищинского района. Не реже раза в месяц в одной из школ Азаров ведёт приём лично.
22 октября 2012 года на торжественной церемонии в районном Дворце культуры и досуга «Яуза» вступил в должность на очередной пятилетний срок.
Азаров известен как активный официозный блогер. Его блог на официальном сайте администрации района был создан в сентябре 2011 года. За первые полгода существования блог Азарова посетили более 20 тысяч пользователей, которые оставили более 700 комментариев к новостным и тематическим постам. В блоге Азаров предпочитает общаться с теми, кто не ходит на встречи с ним и не записывается к нему на приём.

## Критика
В период деятельности Азарова в Мытищинском районе произошёл ряд резонансных скандалов, связанных с незаконным строительством, последующим выселением жильцов и сносом многоквартирных домов на территории дачных кооперативов. Всего таких случаев с 2009 по 2012 год выявлено более 30, но особенную известность получила история в посёлке Вешки. На территории района, близ деревни Челобитьево, при безучастном отношении властей, иностранными трудовыми мигрантами в 2010 году был возведён нелегальный посёлок из десятков домов. Очередным скандалом явилось спорное строительство на территории зоны народного художественного промысла Федоскино. В ходе преобразования Мытищинского района в Городской округ столкнулся с нежеланием части сельского населения района поддержать его инициативу и стать горожанами.
В прессе появлялись сообщения об административном давлении на избирателей в ходе выборов в Мособлдуму от Мытищинского района в 2011 году с целью пролоббировать интересы А.Мурашова — предшественника и друга Азарова.

## Награды
За заслуги перед муниципальным образованием и Московской областью Виктор Сергеевич Азаров награждён многочисленными федеральными и региональными наградами. В их числе: ордена «Слава нации» I степени (2007), «Польза, честь и слава» (2008), Преподобного Сергия Радонежского III степени (2014), медали «За укрепление боевого содружества» (2008), «Непокорённые» (2008), «80 лет Гражданской обороне» (2012), «За заслуги в проведении Всероссийской переписи населения» (2012) «За трудовую доблесть» (2015), «За заслуги в увековечении памяти погибших защитников Отечества» (2018), «90 лет Московской области» (2019), медаль ордена Ивана Калиты (2012), почётные знаки губернатора Московской области «Благодарю» (2009, 2010,2011), «За труды и усердие» (2010), «За полезное» (2012), «За вклад в развитие Московской области» (2013), «За заслуги перед Московской областью» III степени (2019); знак  отличия «За заслуги перед Московской областью» (2011); почётные знаки  Московской областной  Думы «За трудовую доблесть» (2011),  «За вклад в развитие законодательства» (2013, 2016); Почётный знак Общероссийской общественной организации «Всероссийский совет местного самоуправлении» «За заслуги в развитии местного самоуправления» (2017) и др.
Звания: член-корреспондент Международной Академии общественных наук (2007), «Почётный работник общего образования Российской Федерации» (2014), «Почётный гражданин Мытищинского муниципального района» (2015).

## Семья
Имеет двух сыновей и дочь. Проживают в Мытищах.